# Centreon
 (août 2024).
Centreon est un logiciel de supervision informatique édité par la société du même nom.

## Histoire
Originellement appelé Oreon, Centreon est une solution de supervision des applications, systèmes et réseaux, basé historiquement sur les concepts de Nagios. Le cœur de Centreon est Open Source, distribué sous licence GPL v2 et gratuit. Des modules complémentaires payants sont distribués par l’éditeur. Des modules complémentaires gratuits et open sources sont développés par des contributeurs sur GitHub.
En 2005, la société Merethis (maintenant Centreon) est fondée et est chargée de fédérer la communauté autour de cette solution Open Source.
En juillet 2007, le logiciel Oreon change de nom pour devenir Centreon en raison d’un conflit de nom avec Orion (logiciel de supervision édité par SolarWinds). Merethis se recentre sur son rôle éditeur dès 2009 et choisit un modèle de développement de type Open core : le cœur de Centreon (web, ordonnanceurs et quelques modules dont : Centreon CLAPI, Centreon Widgets) reste Open Source. Le cœur de Centreon est développé par la communauté et Merethis.
Depuis début 2012, Merethis propose une alternative à Nagios et aux NDOUtils : il s'agit respectivement de Centreon Engine et Centreon Broker qui sont réputés plus performants, plus économes en ressources et plus sécurisés. Il permet également de mieux répondre aux besoins des architectures complexes (multi-input / multi-output). Depuis cette prise de distance vis-à-vis de Nagios, Centreon intègre de nouvelles fonctionnalités telles que : le rechargement à chaud de la configuration, la possibilité de gérer des downtimes récurrents (centreon-engine 2), la gestion des timezones (centreon-engine 2) ou la corrélation avancée d'événements (centreon-engine 2 et centreon broker 3). Autre fait marquant : à partir de la version 2.4 (janvier 2013), Centreon retire définitivement le mot Nagios de son interface web au profit du mot Centreon Engine.
En janvier 2015, Merethis change de nom et devient Centreon. La société Centreon a pour unique but de promouvoir son logiciel, d’animer la communauté open-source et d’aider les utilisateurs au quotidien en les formant et en leur apportant un support professionnel.
En août 2016, les produits sont renommés : Centreon désigne dorénavant le produit intégrant le système d'exploitation basé sur CentOS et l'ensemble des produits libres (Centreon Web, Centreon Broker, Centreon Engine,...) auparavant nommé CES : Centreon Enterprise Server. L'interface web Centreon est renommée en Centreon Web.
En février 2021, l’ANSSI a été informée d’une campagne de compromission touchant plusieurs entités françaises. Cette campagne ciblait le logiciel de supervision Centreon, édité par la société du même nom.
Les premières compromissions identifiées par l’ANSSI datent de fin 2017 et se sont poursuivies jusqu’en 2020. Cette campagne a principalement touché des prestataires de services informatiques, notamment d’hébergement web.

## Ouvrages
- Centreon - Maîtrisez la supervision de votre Système d'Information (2e édition)